# Саидов, Асламбек
Асламбек Саидов (род. 25 апреля 1984, Грозный) — российский и польский боец смешанного стиля. Бывший чемпион KSW в полусреднем весе.

## Карьера
Занимался борьбой. В 2008 году под влиянием своего друга и родственника Мамеда Халидова переехал в Польшу, где и начал серьёзно заниматься единоборствами. Через два месяца тренировок провёл первый любительский бой, а через четыре месяца — профессиональный.
Большую часть своих поединков провёл за польскую организацию KSW, чемпионом которой стал в 2012 году. В марте 2015 года перешёл в бойцовский клуб «Беркут». На момент перехода имел на своём счету 20 боёв, из которых выиграл 16.

## Статистика боёв
| #  | Результат | Дата                 | Соперник                     | Соревнование                          | Раунд | Время | Метод                                   | Примечания |
| -- | --------- | -------------------- | ---------------------------- | ------------------------------------- | ----- | ----- | --------------------------------------- | ---------- |
| 24 | Поражение | 18 декабря 2016 года | Брет Купер · США             | ACB 50 — Stormbringer                 | 3     | 0:27  | Технический нокаут (удары)              |            |
| 23 | Победа    | 3 июня 2016 года     | Джесси Тейлор · США          | ACB 40 — Battleground                 | 1     | 3:29  | Сдача (удушение гильотина)              |            |
| 22 | Победа    | 5 марта 2016 года    | Ясуби Эномото · Швейцария    | KSW 34 — New Order                    | 3     | 5:00  | Единогласное решение                    |            |
| 21 | Победа    | 24 октября 2015 года | Самуэль Квито · США          | ACB 24 — Grand Prix Berkut 2015 Final | 1     | 1:28  | Нокаут (удары)                          |            |
| 20 | Победа    | 21 февраля 2015 года | Рафал Мокс · Польша          | KSW 30 — Genesis                      | 3     | 5:00  | Единогласное решение                    |            |
| 19 | Поражение | 17 мая 2014 года     | Борис Манковски · Польша     | KSW 27 — Cage Time                    | 2     | 4:27  | Сабмишном (удушение треугольником)      |            |
| 18 | Победа    | 7 декабря 2013 года  | Даниэль Акацио · Бразилия    | KSW 25 — Khalidov vs. Sakurai         | 3     | 5:00  | Единогласное решение                    |            |
| 17 | Победа    | 8 июля 2013 года     | Бен Лагман · США             | KSW 23 — Khalidov vs. Manhoef         | 2     | 4:22  | Сабмишном (рычаг локтя)                 |            |
| 16 | Победа    | 1 декабря 2012 года  | Борис Манковски · Польша     | KSW 21 — Final Resolution             | 2     | 2:08  | Технический нокаут                      |            |
| 15 | Поражение | 13 октября 2012 года | Мортен Дурсаа · Дания        | EMMA 2 — Fight Night in Aarhus        | 1     | 5:00  | Технический нокаут (удары)              |            |
| 14 | Победа    | 12 мая 2012 года     | Григор Ашугбабян · Армения   | KSW 19 — Pudzianowski vs. Sapp        | 1     | 4:51  | Сабмишном (Кимура)                      |            |
| 13 | Победа    | 26 ноября 2011 года  | Рафал Мокс · Польша          | KSW 17 — Revenge                      | 2     | 5:00  | Раздельное решение                      |            |
| 12 | Победа    | 19 марта 2011 года   | Рубен Кроуфорд · Германия    | KSW 15 — Konfrontacja                 | 3     | 5:00  | Единогласное решение                    |            |
| 11 | Победа    | 29 января 2011 года  | Домингос Местре · Португалия | KSW Extra 2 — President Cup           | 2     | 5:00  | Единогласное решение                    |            |
| 10 | Победа    | 29 января 2011 года  | Марко Санти · Италия         | KSW Extra 2 — President Cup           | 1     | 5:00  | Технический нокаут (остановка доктором) |            |
| 9  | Победа    | 6 ноября 2010 года   | Збигнев Злобински · Польша   | IF — Iron Fist 3                      | 1     | 3:17  | Сабмишном (Кимура)                      |            |
| 8  | Победа    | 9 октября 2010 года  | Павел Зидак · Польша         | KSW — Fight Club 1                    | 1     | 4:14  | Нокаут (удары)                          |            |
| 7  | Поражение | 11 декабря 2009 года | Витор Нобрега · Бразилия     | KSW 12 — Najman vs. Pudzianowski      | 4     | 3:00  | Раздельное решение                      |            |
| 6  | Поражение | 16 октября 2009 года | Аттила Вег · Словакия        | KOTR — Return of Gladiators           | 2     | 2:23  | Сабмишном (удушение треугольником)      |            |
| 5  | Победа    | 15 мая 2009 года     | Лукаш Крист · Польша         | KSW 11 — Konfrontacja                 | 1     | 4:53  | Сабмишном (рычаг локтя)                 |            |
| 4  | Победа    | 15 мая 2009 года     | Мишель Вергинелли · Италия   | KSW 11 — Konfrontacja                 | 2     | 5:00  | Единогласное решение                    |            |
| 3  | Победа    | 22 февраля 2009 года | Анджей Кумор · Польша        | PF — Pro Fight 3                      | 3     | 5:00  | Единогласное решение                    |            |
| 2  | Победа    | 26 октября 2008 года | Лукаш Крист · Польша         | BS — Baltic Storm 4                   | 2     | 5:00  | Единогласное решение                    |            |
| 1  | Победа    | 20 апреля 2008 года  | Ежи Кубски · Польша          | BS — Baltic Storm 3                   | 2     | 5:00  | Раздельное решение                      |            |